# فرنداتیس

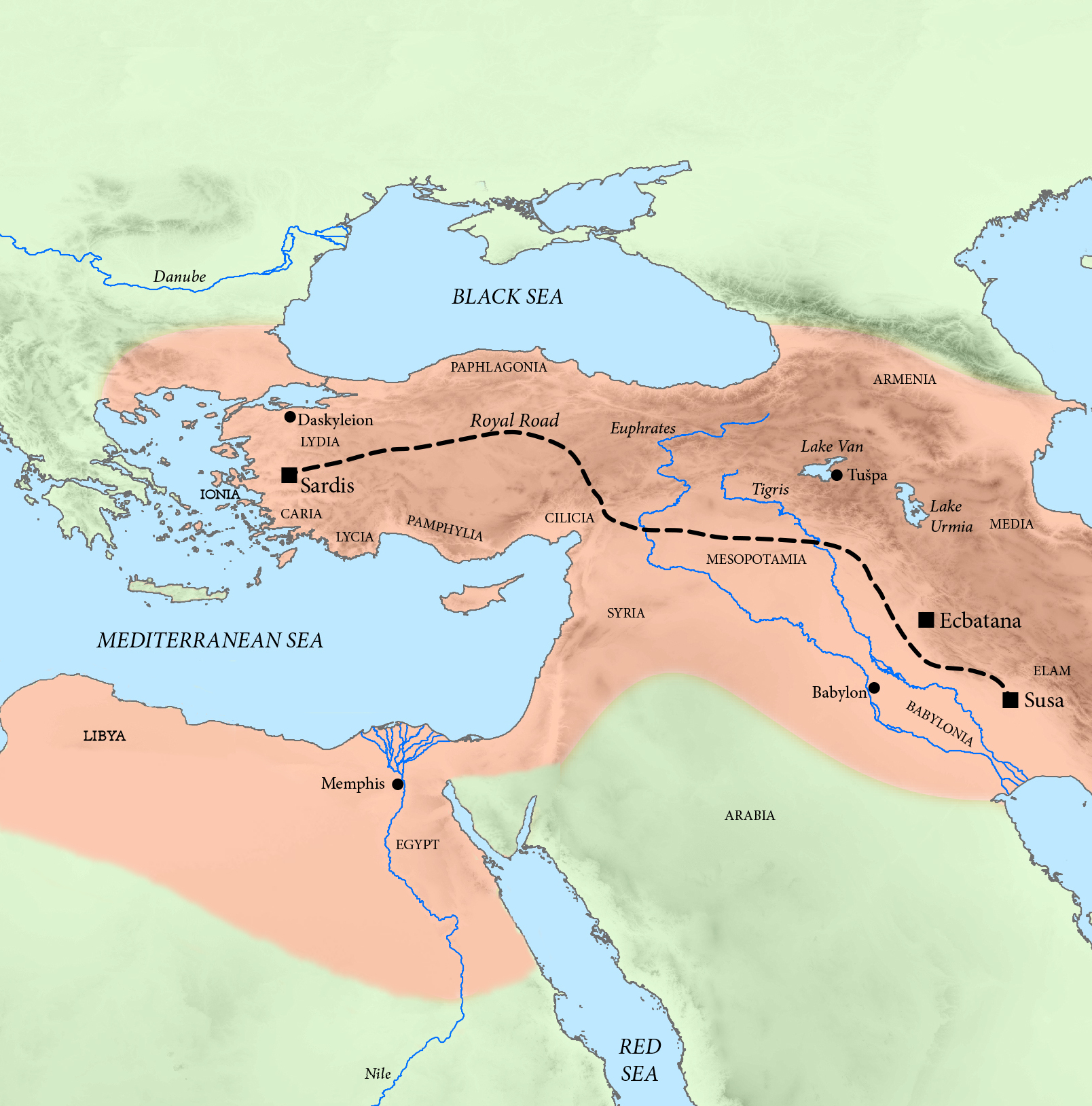
كان فرنداتیس ساتراب من مقاطعة مصر الأخمينية.

فرنداتیس (الفارسية القديمة: * Farnadtaʰ؛ اليونانية القديمة: Φερενδάτης Pherendā́tēs) كان ساتراب أخميني من مصر القديمة خلال القرن الخامس قبل الميلاد، في وقت الأسرة السابعة والعشرين الأخمينية في مصر.

## حياة مهنية
ابن ميجابازوس، القائد تحت قيادة الملك داريوس الأول، وشهد فرنداتیس بشكل أساسي من خلال ثلاث رسائل مكتوبة بالديموطيقية المصرية. حل محل الساتراب أريانديس الذي خلعه داريوس حوالي 496 قبل الميلاد؛ على الرغم من أن تاريخ انضمام فرنداتیس الدقيق غير معروف. كان فرنداتیس بالتأكيد الساتراب عام 492 قبل الميلاد.
في الرسائل المذكورة أعلاه، طلب بعض الكهنة من المعبد المحلي خنوم في إلفنتين من فرنداتیس الاهتمام ببعض أعمالهم بدلاً من ذلك، وهو طلب قياسي إلى ملك مصر (أو ممثله، كما في هذه الحالة) في أي فترة من تاريخ مصر القديمة.
في 486-485 قبل الميلاد اندلعت ثورة في مصر، فقط لقمعها في 484 قبل الميلاد من قبل ساتراب جديد، أخمينيس. من الممكن أن يكون فرنداتیس قد فقد حياته أثناء الاضطرابات.